# Dodonaea trifida
Dodonaea trifida är en kinesträdsväxtart som beskrevs av Ferdinand von Mueller. Dodonaea trifida ingår i släktet Dodonaea och familjen kinesträdsväxter. Inga underarter finns listade i Catalogue of Life.